# Ammothella dawsoni
Ammothella dawsoni är en havsspindelart som beskrevs av Child och Hedgpeth, J.W. 1971. Ammothella dawsoni ingår i släktet Ammothella och familjen Ammotheidae. Inga underarter finns listade i Catalogue of Life.